# Lawa Batu
Lawa Batu is een bestuurslaag in het regentschap Nagan Raya van de provincie Atjeh, Indonesië. Lawa Batu telt 722 inwoners (volkstelling 2010).